# 普特雷

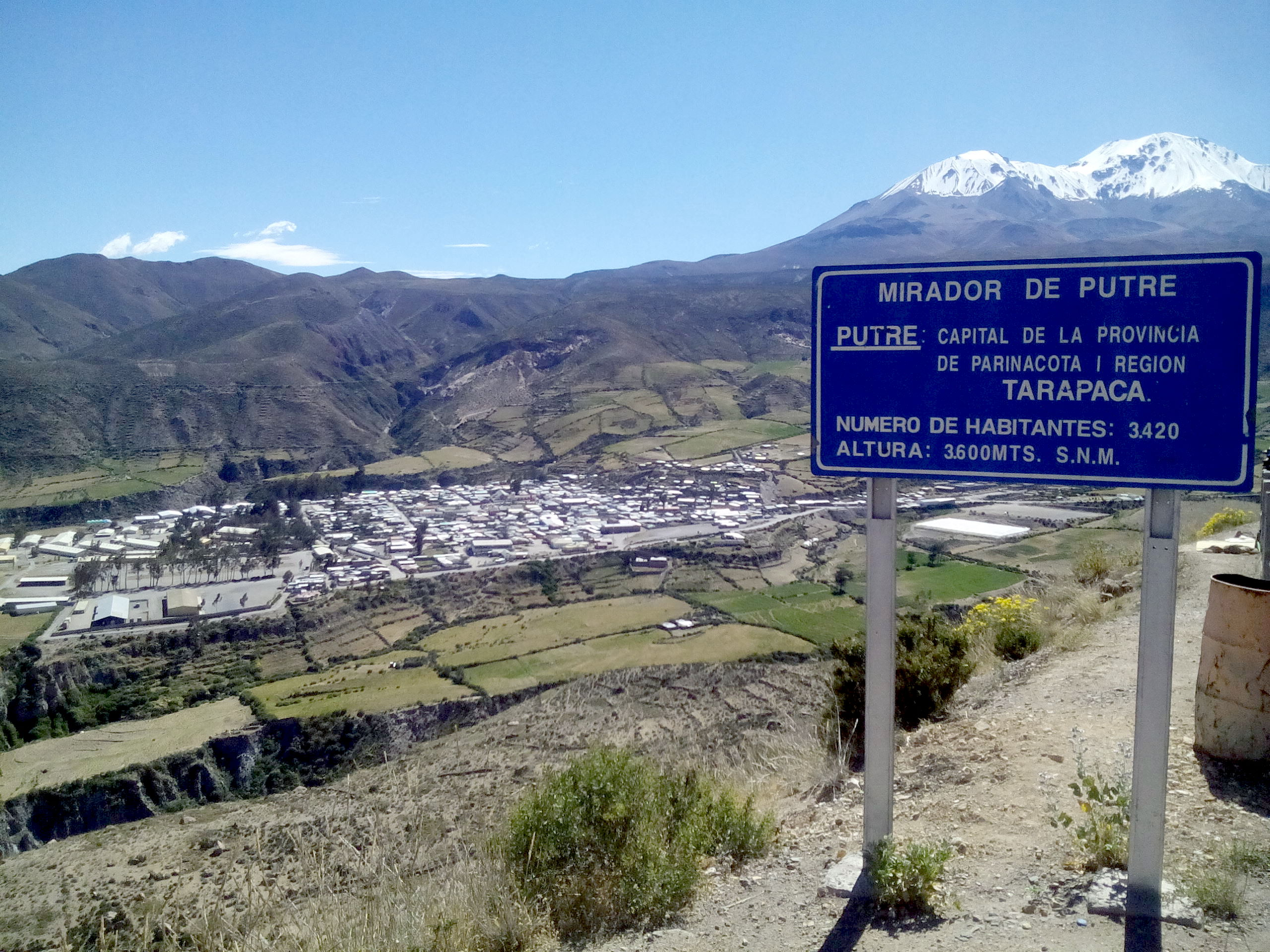

普特雷是智利的城鎮，位於該國北部，由阿里卡和帕里納科塔大區負責管轄，也是帕里納科塔省的首府，始建於1580年，面積5,902平方公里，海拔高度3,500米，2012年人口1,380，人口密度每平方公里0.2人。